# 4-polytope régulier convexe

Un hypercube.

Un polytope à 4 dimensions (ou polychore) régulier convexe est un objet géométrique, analogue en 4 dimensions des solides de Platon de la géométrie en 3 dimensions et des polygones réguliers de la géométrie en 2 dimensions.
Ces polytopes furent décrits la première fois en parallèle par le mathématicien suisse Ludwig Schläfli et par la mathématicienne autodidacte irlandaise Alicia Boole Stott, au milieu du XIXe siècle. Schläfli et Boole Stott découvrirent, sans avoir conscience des travaux de l'autre, qu'il y avait précisément six figures de ce type. Cinq d'entre elles sont considérées comme les analogues de dimension 4 des solides de Platon. Il y a une figure supplémentaire (l'icositétrachore) qui n'a aucun équivalent tri-dimensionnel.
Chaque polytope régulier convexe à 4 dimensions est limité par des cellules tri-dimensionnelles qui sont toutes des solides de Platon du même type et de même taille. Ceux-ci sont organisés ensemble le long de leurs côtés de manière régulière.
Ils sont tous homéomorphes à une hypersphère à la surface tri-dimensionnelle ; leur caractéristique d'Euler-Poincaré vaut donc 0.

## Propriétés

### Caractéristiques
Le tableau suivant résume les caractéristiques principales des polychores réguliers :
- Symbole de Schläfli
- Nombre de sommets, d'arêtes, de faces et de cellules
- Figure de sommet
- Polychore dual
- Groupe de Coxeter et ordre du groupe

| Polychore         | Symbole de Schläfli | Sommets | Arêtes | Faces             | Cellules          | Figure de sommet | Dual              | Groupe de Coxeter | Ordre  |
| ----------------- | ------------------- | ------- | ------ | ----------------- | ----------------- | ---------------- | ----------------- | ----------------- | ------ |
| Pentachore        | {3,3,3}             | 5       | 10     | 10 (triangles)    | 5 (tétraèdres)    | Tétraèdre        | (Lui-même)        | A4                | 120    |
| Tesseract         | {4,3,3}             | 16      | 32     | 24 (carrés)       | 8 (cubes)         | Tétraèdre        | Hexadécachore     | B4                | 384    |
| Hexadécachore     | {3,3,4}             | 8       | 24     | 32 (triangles)    | 16 (tétraèdres)   | Octaèdre         | Tesseract         | B4                | 384    |
| Icositétrachore   | {3,4,3}             | 24      | 96     | 96 (triangles)    | 24 (octaèdres)    | Cube             | (Lui-même)        | F4                | 1 152  |
| Hécatonicosachore | {5,3,3}             | 600     | 1 200  | 720 (pentagones)  | 120 (dodécaèdres) | Tétraèdre        | Hexacosichore     | H4                | 14 400 |
| Hexacosichore     | {3,3,5}             | 120     | 720    | 1 200 (triangles) | 600 (tétraèdres)  | Icosaèdre        | Hécatonicosachore | H4                | 14 400 |

### Dimensions
Le tableau suivant résume certaines propriétés géométriques des polychores réguliers :
- V : hypervolume
- S : hypersurface
- R : rayon de la 3-sphère circonscrite
- r : rayon de la 3-sphère inscrite (r)
- θ : angle dichoral

Dans les formules, φ est le nombre d'or et l'arête est de longueur unité.
| Polychore         | V                                              | S                                          | R                                       | r                                                     | θ                                                                |
| ----------------- | ---------------------------------------------- | ------------------------------------------ | --------------------------------------- | ----------------------------------------------------- | ---------------------------------------------------------------- |
| Pentachore        | {\displaystyle {\frac {\sqrt {5}}{96}}}        | {\displaystyle {\frac {5{\sqrt {2}}}{12}}} | {\displaystyle {\frac {\sqrt {10}}{5}}} | {\displaystyle {\frac {\sqrt {10}}{20}}}              | {\displaystyle \arccos {\frac {1}{4}}}                           |
| Tesseract         | {\displaystyle 1\,}                            | {\displaystyle 8\,}                        | {\displaystyle 1\,}                     | {\displaystyle {\frac {1}{2}}}                        | {\displaystyle {\frac {\pi }{2}}}                                |
| Hexadécachore     | {\displaystyle {\frac {1}{6}}}                 | {\displaystyle {\frac {4{\sqrt {2}}}{3}}}  | {\displaystyle {\frac {\sqrt {2}}{2}}}  | {\displaystyle {\frac {\sqrt {2}}{4}}}                | {\displaystyle {\frac {2\pi }{3}}}                               |
| Icositétrachore   | {\displaystyle 2\,}                            | {\displaystyle 8{\sqrt {2}}}               | {\displaystyle 1\,}                     | {\displaystyle {\frac {\sqrt {2}}{2}}}                | {\displaystyle {\frac {2\pi }{3}}}                               |
| Hécatonicosachore | {\displaystyle {\frac {15(47\varphi +29)}{2}}} | {\displaystyle 60(7\varphi +4)\,}          | {\displaystyle (\varphi +1){\sqrt {2}}} | {\displaystyle {\frac {3\varphi +2}{2}}}              | {\displaystyle {\frac {4\pi }{5}}}                               |
| Hexacosichore     | {\displaystyle {\frac {25(2\varphi +1)}{4}}}   | {\displaystyle 50{\sqrt {2}}}              | {\displaystyle \varphi \,}              | {\displaystyle {\frac {(2\varphi +1){\sqrt {2}}}{2}}} | {\displaystyle 2\arctan \left\{(2\varphi +1){\sqrt {3}}\right\}} |

### Représentations
Le tableau suivant recense quelques projections particulières des polychores.
| Polychore         | Symbole de Schläfli | Diagramme de Coxeter-Dynkin | Polygone de Petrie | Projection orthographique solide | Diagramme de Schlegel | Projection stéréographique |
| ----------------- | ------------------- | --------------------------- | ------------------ | -------------------------------- | --------------------- | -------------------------- |
| Pentachore        | {3,3,3}             |                             |                    | Tétraèdre                        |                       |                            |
| Tesseract         | {4,3,3}             |                             |                    | Cube                             |                       |                            |
| Hexadécachore     | {3,3,4}             |                             |                    | Cube                             |                       |                            |
| Icositétrachore   | {3,4,3}             |                             |                    | Cuboctaèdre                      |                       |                            |
| Hécatonicosachore | {5,3,3}             |                             |                    | Triacontaèdre rhombique tronqué  |                       |                            |
| Hexacosichore     | {3,3,5}             |                             |                    | Pentaki-icosidodécaèdre          |                       |                            |

## Liste

### Pentachore

Un pentachore en rotation.

Le pentachore est le simplexe régulier de dimension 4. Son symbole de Schläfli est {3,3,3}.
Ses autres noms sont : 5-cellules, pentatope, hyperpyramide à base tétraédrique, hypertétraèdre, 4-simplexe.
Ses éléments sont :
- 5 sommets
- 10 arêtes
- 10 faces triangulaires
- 5 cellules tétraédriques

Comme tous les simplexes, il est son propre dual.
Il fait partie du groupe de symétrie {\displaystyle A_{4}}.
Sa figure de sommet est un tétraèdre.

### Tesseract

Un hypercube en rotation.

C'est un hypercube à 4 dimensions. Son symbole de Schläfli est {4,3,3}.
Ses autres noms sont : l'octachore, le 8-cellules, le 4-cube.
Ses éléments sont :
- 16 sommets
- 32 arêtes
- 24 faces carrées
- 8 cellules cubiques

Son dual est le 16-cellules (un hypercube est en effet toujours dual d'un hyperoctaèdre et vice-versa). Il fait partie du groupe de symétrie {\displaystyle B_{4}}. Sa figure de sommet est un tétraèdre.

### Hexadécachore

Un hexadécachore en rotation.

C'est un hyperoctaèdre à 4 dimensions. Son symbole de Schläfli est {3,3,4}.
Ses autres noms sont : le 16-cellules, le 4-orthoplexe, le 4-octaèdre.
Ses éléments sont :
- 8 sommets
- 24 arêtes
- 32 faces triangulaires
- 16 cellules tétraédriques

Il peut être considéré comme une double hyperpyramide à base octaédrique.
Son dual est le tesseract (un hyperoctaèdre est en effet toujours dual d'un hypercube et vice-versa). Il fait partie du groupe de symétrie {\displaystyle B_{4}}. Sa figure de sommet est un octaèdre.

### Icositétrachore

Un icositétrachore en rotation.

Il n'a aucun analogue en 3 dimensions. Son symbole de Schläfli est {3,4,3}.
Ses autres noms sont : le 24-cellules, l'octaplexe, le poly-octaèdre.
Ses éléments sont :
- 24 sommets
- 96 arêtes
- 96 faces triangulaires
- 24 cellules octaèdriques

Ayant autant de sommets que de cellules, et autant d'arêtes que de faces, il est son propre dual. Il fait partie du groupe de symétrie {\displaystyle F_{4}}. Sa figure de sommet est un cube.

### Hécatonicosachore

Un hécatonicosachore en rotation.

Il est l'analogue quadri-dimensionnel du dodécaèdre régulier. Son symbole de Schläfli est {5,3,3}.
Ses autres noms sont : l'hécatonicosaédroïde, le 120-cellules, le dodécaplexe, l'hyperdodécaèdre, le polydodécaèdre.
Ses éléments sont :
- 600 sommets
- 1200 arêtes
- 720 faces pentagonales
- 120 cellules dodécaèdriques

Son dual est l'hexachosichore, de la même façon que l'icosaèdre était le dual du dodécaèdre. Son groupe de symétrie est {\displaystyle H_{4}}. Sa figure de sommet est un tétraèdre.

### Hexacosichore

Un hexacosichore en rotation.

Il est l'analogue quadri-dimensionnel de l'icosaèdre régulier. Son symbole de Schläfli est {3,3,5}.
Ses autres noms sont : le 600-cellules, le tétraplexe, l'hypericosaèdre, le polytétraèdre.
Ses éléments sont :
- 120 sommets
- 720 arêtes
- 1200 faces triangulaires
- 600 cellules tétraédriques

Son dual est l'hecatonicosachore, de la même façon que le dodécaèdre était le dual de l'icosaèdre. Son groupe de symétrie est {\displaystyle H_{4}}. Sa figure de sommet est un icosaèdre.